# Lothar Schmitt (Jurist)
Lothar Schmitt (* 25. Dezember 1956 in Bamberg) ist ein deutscher Jurist. Er war von 2020 bis 2023 Präsident des Oberlandesgerichtes Bamberg.

## Leben
Lothar Schmitt trat im Januar 1987 als Richter am Amtsgericht Aschaffenburg in den bayerischen Justizdienst ein. Im Juni 1988 wechselte er als Staatsanwalt in die Staatsanwaltschaft Aschaffenburg, bevor er zwei Jahre später wieder als Richter ans Amtsgericht zurückkehrte. Von 1992 bis 1999 war er Richter am Landgericht Würzburg. In dieser Zeit war er zur Unterstützung der Reorganisation des Justizsystems in den Bundesländern der ehemaligen DDR zeitweilig ans Bezirksgericht Chemnitz (heute: Landgericht Chemnitz) abgeordnet. Danach war Schmitt als Gruppenleiter bei der Staatsanwaltschaft Würzburg und als Oberstaatsanwalt bei der Generalstaatsanwaltschaft Bamberg tätig, bevor er 2008 zum Vizepräsidenten des Landgerichtes Würzburg ernannt wurde. Im Jahr 2012 wechselte er als Leiter zur Staatsanwaltschaft Aschaffenburg, von 2014 bis 2017 war er Vizepräsident des Oberlandesgerichtes Bamberg.
Seit 2017 war er Generalstaatsanwalt in Nürnberg, bevor er im Februar 2020 als Nachfolger des in den Ruhestand gehenden Clemens Lückemann zum Präsidenten des Oberlandesgerichtes Bamberg ernannt wurde. Er trat mit Ablauf des 31. August 2023 in den Ruhestand; seine Nachfolgerin wurde Karin Angerer.